# Caballeria
Caballeria [kavaljeria], ett förr i Kastilien brukligt åkermått som motsvarade 38,6 hektar. Det brukades till en del i delar av Amerika som Spanien koloniserade, men var av olika storlek; i Venezuela, Colombia och Ecuador något litet större än i Kastilien, i Mexiko = 42,8 ha, i Centralamerika = 44,72 ha (i Guatemala dock = 45,2 ha), på Kuba = 13,41 ha, på Haiti = 12,8 ha.